# Середин, Евгений Алексеевич
Евгений Алексеевич Середин (10 февраля 1958, г. Волжский, Волгоградская область — 5 апреля 2006, г. Санкт-Петербург) — советский пловец баттерфляем, призёр Олимпийских игр.

## Спортивная карьера
Наивысшего достижения Евгений Середин добился на Олимпийских играх в Москве в 1980 году, став серебряным призёром в комбинированной эстафете 4×100 м. В индивидуальных соревнованиях занял 5 место на дистанции 100 м баттерфляем. Тренер — И. М. Кошкин.
Многократный чемпион СССР (1976—1981).
После завершения спортивной карьеры окончил ГОЛИФК им. П. Ф. Лесгафта (1982 год).
Выступал на соревнованиях по плаванию (стиль баттерфляй) за команды ДСО «Труд», «Экран» и другие. Входил в сборную команду СССР.
Умер 5 апреля 2006 года от сердечного приступа. Похоронен на Смоленском кладбище Санкт-Петербурга.